# جهانگیرپور، اوتار پرادش
جهانگیرپور، اوتار پرادش (به انگلیسی: Jahangirpur) یک منطقهٔ مسکونی در هند است که در Gautam Buddh Nagar district واقع شده‌است.

## خصوصیات
جهانگیرپور ۱۰٫۰۳ km² کیلومترمربع مساحت و ۱۱٬۰۰۶ نفر جمعیت دارد و ۱۹۶ متر بالاتر از سطح دریا واقع شده‌است.